# Göran Lindblå
Anders Göran Lindblå, född 26 februari 1954, är en svensk företagsledare som är styrelseordförande för drivmedelsföretaget OK-Q8 AB och livförsäkringsbolaget Folksam Liv. Han var också koncernchef och vd för OK Ekonomisk förening mellan någon gång på 1990-talet och 2014, när han efterträddes av Britt Hansson.
Innan Lindblå blev företagsledare var han journalist och arbetade på Falu-Kuriren, Dala-Demokraten och Avesta Tidning samt var chefredaktör på Dalarnas Tidningar och Vi Bilägare.